# Jodhi May
Jodhi Tania May, geboren Edwards (Londen, 1 mei 1975), is een Britse actrice.

## Leven en werk
May, die van Duits-Franse afkomst is, werd geboren in Camden Town. Ze speelde haar eerste rol op twaalfjarige leeftijd in de film A World Apart (1988). Dit leverde haar datzelfde jaar op het Filmfestival van Cannes een Best Actress Award op, ex aequo met haar medespeelsters Barbara Hershey en Linda Mvusi. In 2008 was ze nog altijd de jongste persoon ooit die met deze prijs werd onderscheiden.
Met uitzondering van een periode waarin May Engels studeerde aan Wadham College, Universiteit van Oxford, is ze vrijwel onafgebroken als actrice actief geweest. Ze was onder meer te zien als Alice Munro in Michael Manns The Last of the Mohicans (1992). Ook speelde ze een incestueuze lesbienne in Sister My Sister (1994), een rol waarvoor haar op het Spaanse Valladolid International Film Festival opnieuw een Best Actress Award werd toegekend. Een van haar andere meer bekende rollen was die van Anna Boleyn in de tv-film The Other Boleyn Girl (2003).
In 2002 schreef en regisseerde May de korte film Spyhole.

## Filmografie (selectie)
- 1988: A World Apart
- 1991: Eminent Domain
- 1992: The Last of the Mohicans
- 1994: Sister My Sister
- 1995: The Scarlet Letter (als stemactrice)
- 1997: The Gambler
- 1997: The Woodlanders
- 1999: Warriors (tv-serie)
- 1999: Aristocrats
- 1999: The Turn of the Screw
- 2000: The House of Mirth
- 2002: Tipping the Velvet (tv-film)
- 2002: Daniel Deronda (tv-film)
- 2003: The Mayor of Casterbridge (tv-film)
- 2003: The Other Boleyn Girl (tv-film)
- 2006: Friends and Crocodiles (tv-film)
- 2006: The Amazing Mrs Pritchard (tv-film)
- 2007: Nightwatching
- 2007: The Street (tv-serie)
- 2008: Flashbacks of a Fool
- 2008: Einstein and Eddington (tv-film)
- 2008: Defiance
- 2009: Emma (tv-serie)
- 2009: Sleep With Me (tv-film)
- 2010: Blood and Oil (tv-film)
- 2010: Strike Back (tv-serie)
- 2011: The Jury II (tv-serie)
- 2012: Ginger & Rosa
- 2012: The Scapegoat
- 2013: The Ice Cream Girls (tv-film)
- 2019: The Witcher (tv-serie)